# Kuchnia bośniacka
Kuchnia bośniacka – regionalna kuchnia bałkańska, charakterystyczna dla Bośni i Hercegowiny. Opiera się na wpływach wschodnich i zachodnich. Dania przypominają kuchnie tureckie, śródziemnomorskie i bliskowschodnie, ale dzięki latom rządów Austrii, są w niej też wpływy środkowoeuropejskie.

## Składniki
Kuchnia bośniacka korzysta z wielu przypraw, ale w umiarkowanych ilościach. Większość dań jest lekkich, ponieważ są gotowane w wodzie, a sosy są naturalne, zazwyczaj własne. Typowe składniki, to pomidory, ziemniaki, cebule, czosnek, papryka, ogórki, marchew, grzyby, szpinak, cukinia, świeże i suszone fasole, śliwki, mleko, papryka (suszona, jako przyprawa), śmietana pavlaka i kajmak. Typowe mięsa to wołowina i baranina. Lokalne specjały to ćevapi, burek, dolma, sarma, pilav (pilaf), gulaš (gulasz), ajvar i wschodnie słodycze. Najlepsze wina pochodzą z Hercegowiny, a rakija z Bośni.

## Dania mięsne
- ćevapi
- pljeskavica

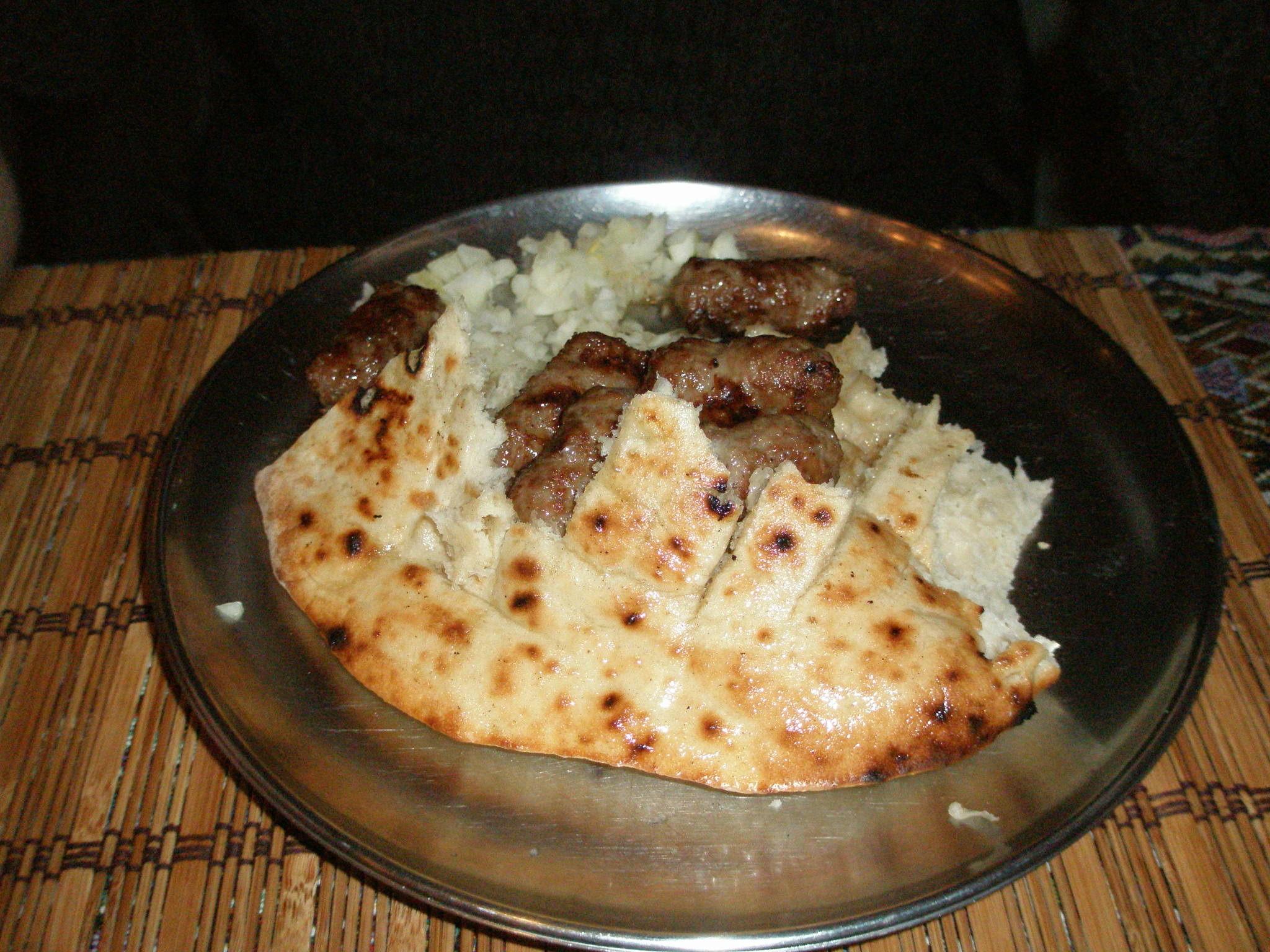
Ćevapi

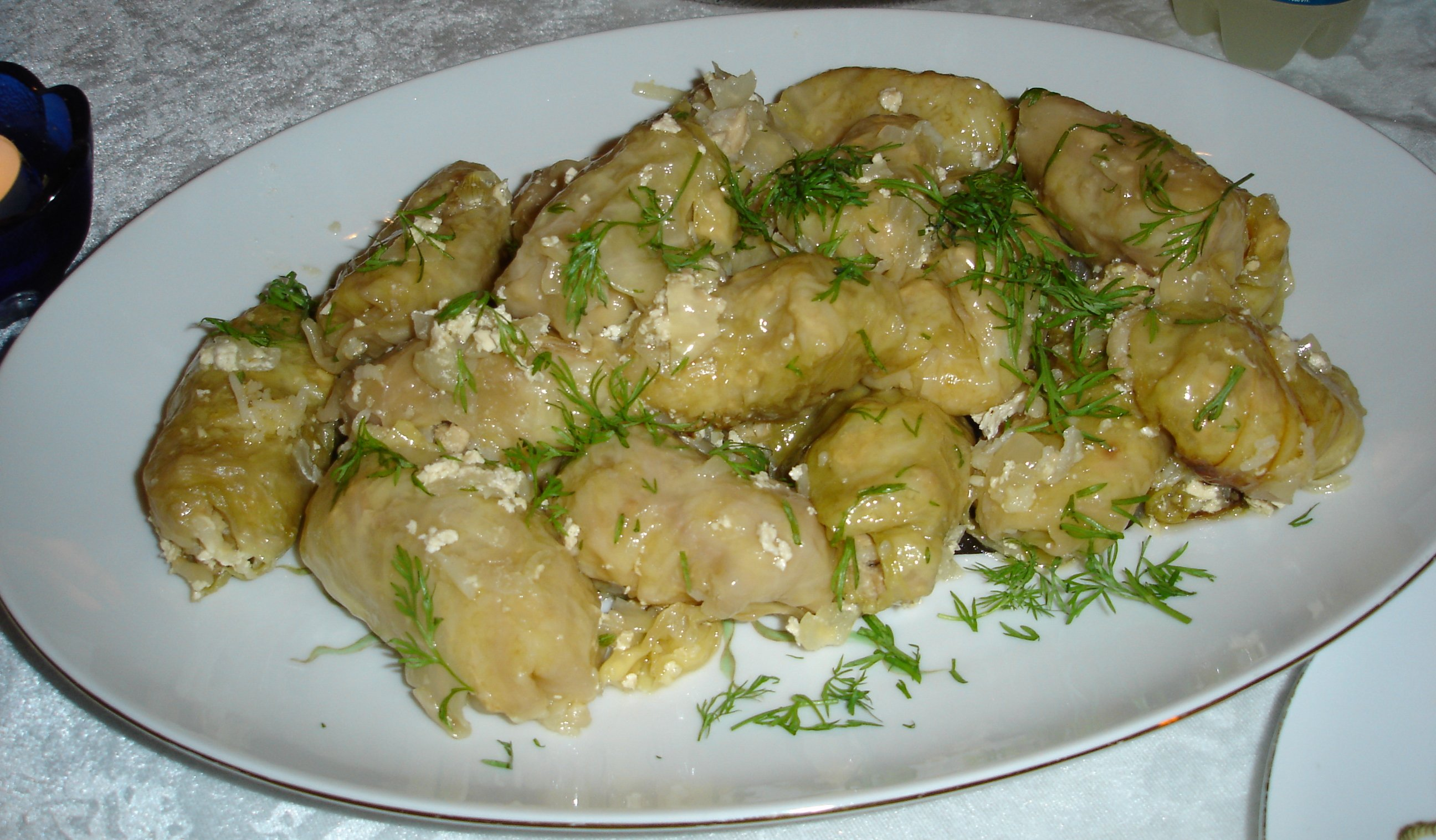
Sarma

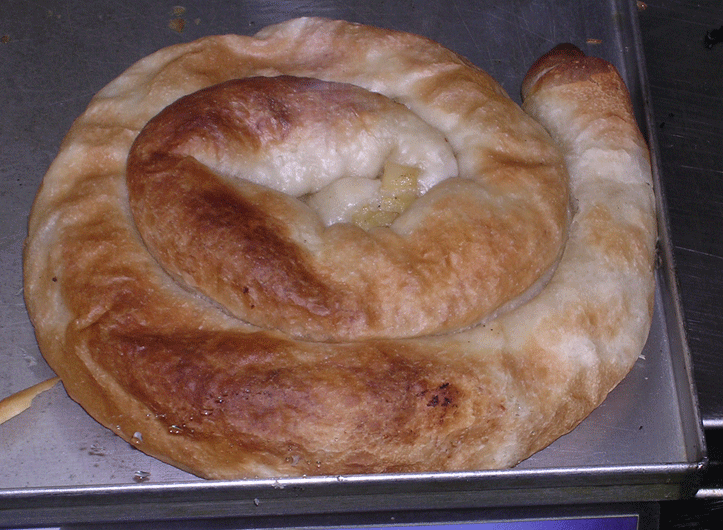
Burek

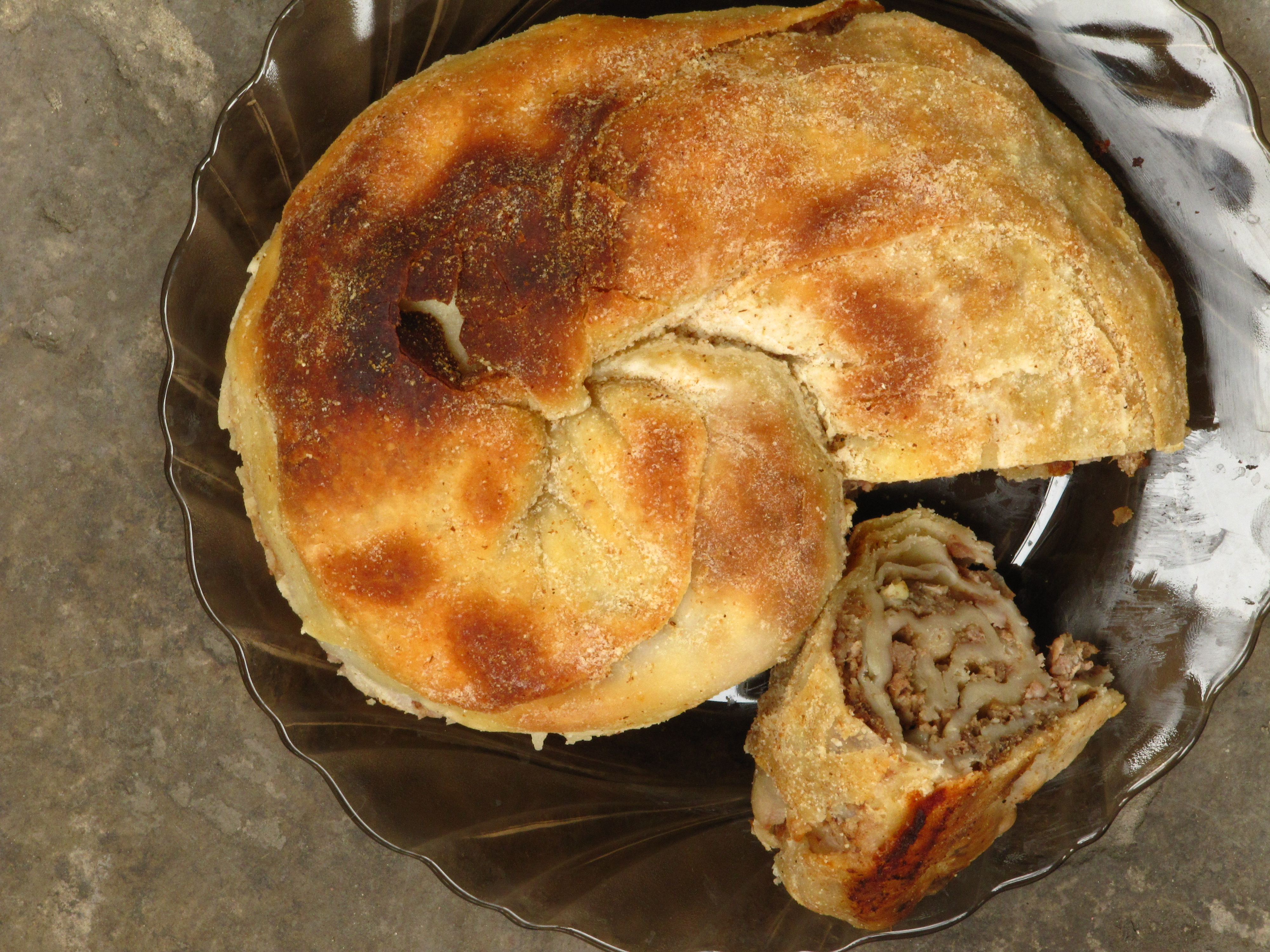
Burek Sarburma

- begova čorba – zupa (čorba) z mięsa i warzyw
- filovane paprike / punjena paprika – smażone, nadziewane mięsem papryki
- sogan-dolma – cebule nadziewane mięsem
- popara – chleb namoczony w wodzie/mleku podawany z kajmakiem
- ćufte – klopsiki
- meso ispod sača – tradycyjny sposób przyrządzania jagnięciny, baraniny lub koźliny pod metalową/ceramiczną/glinianą przykrywką, na której są gorące węgle albo popiół
- pilaw
- burek
- sarma – gołąbki z mięsa i ryżu w liściach kiszonej kapusty
- grah – gulasz z fasoli z mięsem
- japrak – gołąbki z mięsa i ryżu w liściach winogron
- musaka
- bosanski lonac – mięsny gulasz gotowany na otwartym ogniu
- tarhana – typowa bośniacka zupa z domowym makaronem
- sudžuk – (sujuk) – pikantna kiełbasa wołowa
- suho meso – mięso suszone na powietrzu, przypomina włoską bresaolę
- bamija – gulasz z cielęciny i okry
- dolma

## Dania warzywne
- buranija – gulasz z zielonej fasolki
- đuveč – potrawa warzywna przypominająca rumuńskie ghiveci, bułgarskie gjuvec i węgierskie leczo
- grašak – gulasz z groszku
- kačamak – tradycyjne danie z mąki kukurydzianej i ziemniaków
- kljukuša – starte ziemniaku zmieszane z mąką i wodą i pieczone; tradycyjne danie regionu Bosanska krajina
- sataraš – danie z papryki, bakłażana, cebuli i pomidorów
- turšija – kiszone warzywa

## Sery
- livno (Livanjski sir) – suchy żółty ser z zachodniego miasta Livno i okolicznych wsi
- travnički – biały, przypominający fetę ser z centralnego regionu Travnik
- vlašićki – górski ser przypominający smakiem travnički, pochodzi z wsi w górach Vlašić
- kajmak
- pavlaka

## Desery

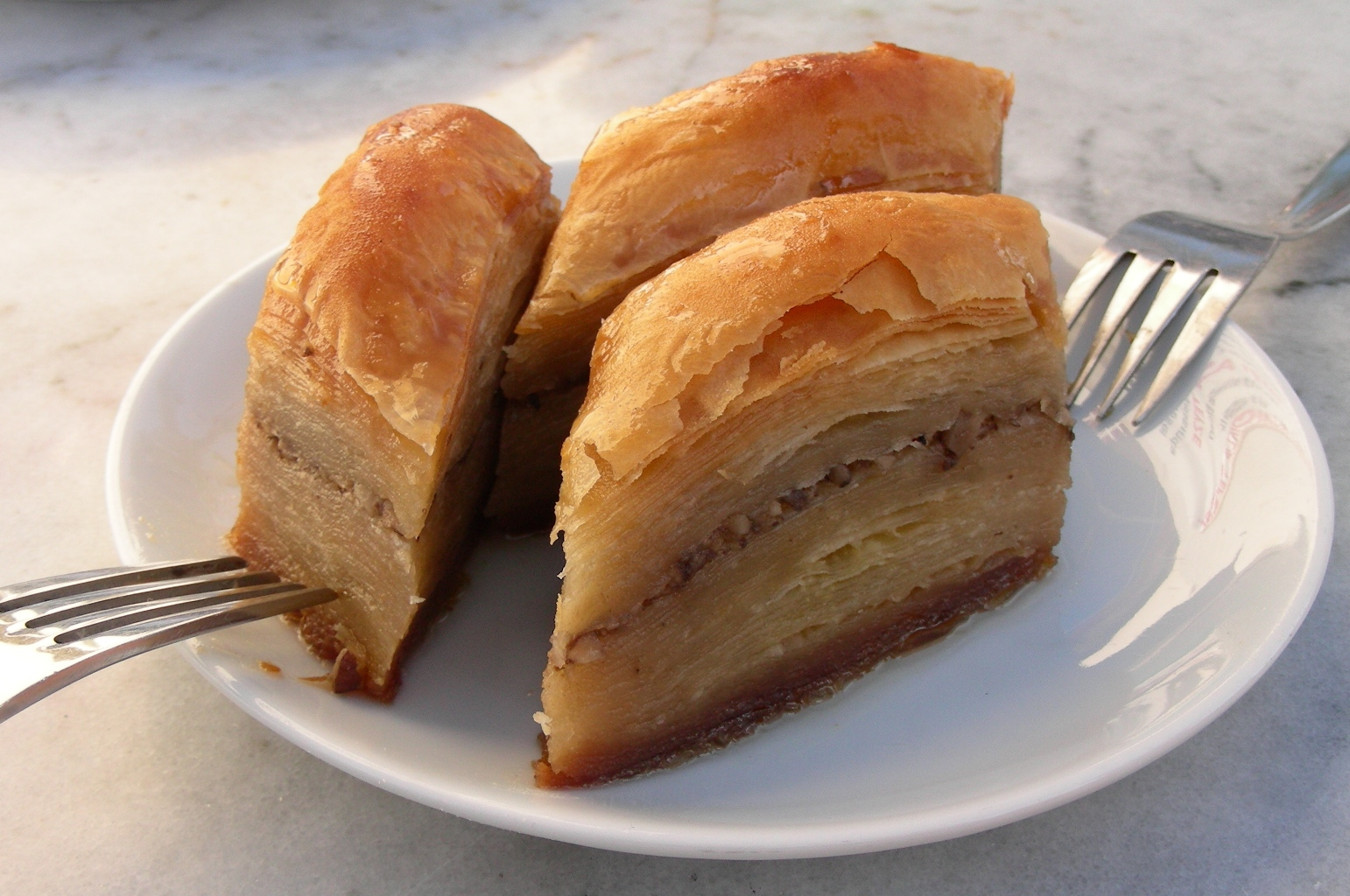
Baklava

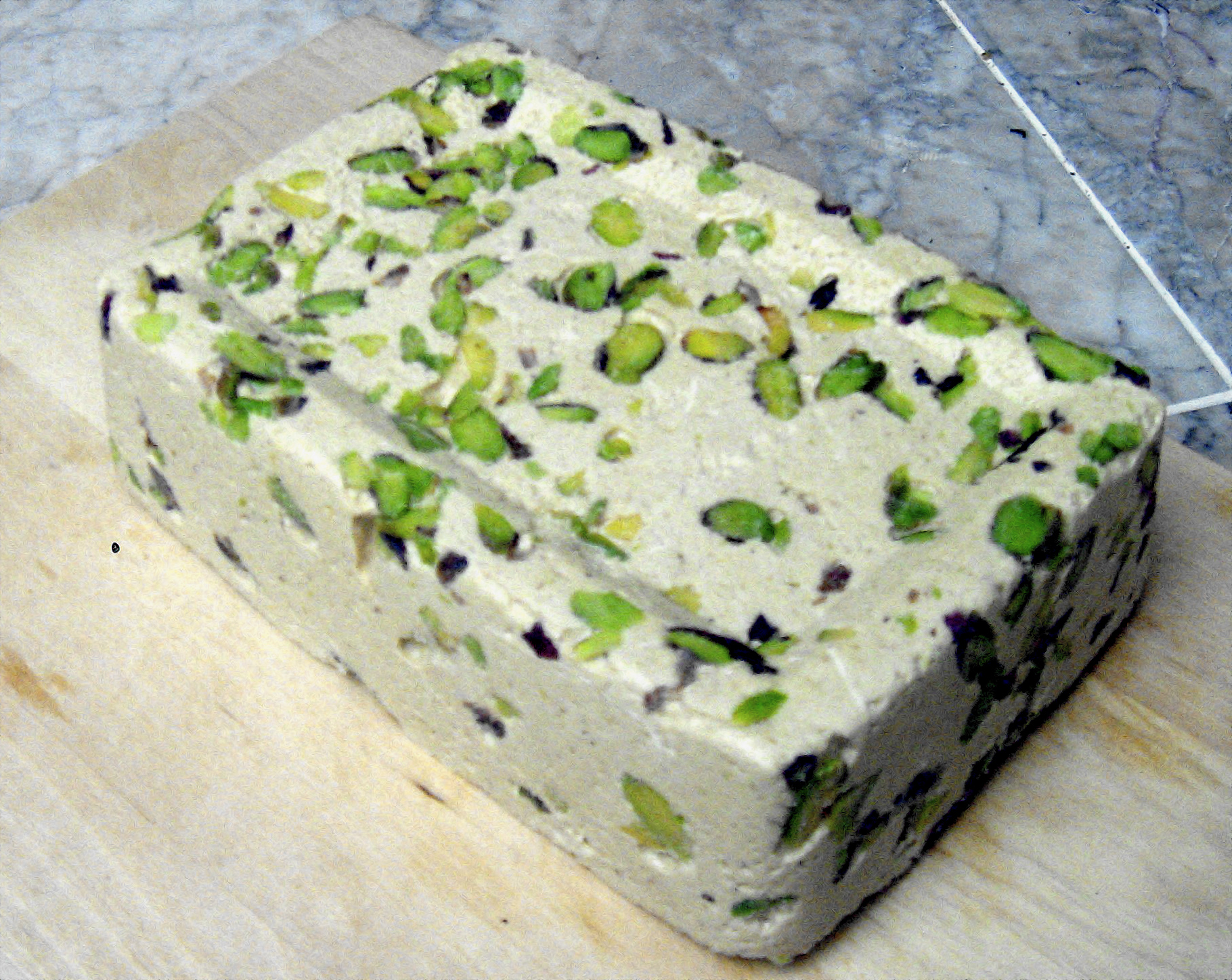
Halva z pistacjami

- tufahije – jabłka nadziewane orzechami
- baklava
- ružica – przypomina baklavę, wypiekana w mniejszych formach z rodzynkami[1]
- hurmašice – ciasto o kształcie daktyla polane syropem
- rahatluk – lokum
- sutlijaš (pudding ryżowy)
- tulumbe
- kadaif
- oblande
- krofne
- pekmez
- halva
- gurabije
- štrudla
- palačinke (naleśniki)
- kompot
- ruske kape
- jabukovača – ciasto filo nadziewane jabłkami
- šampita
- krempita
- slatko (z owoców)
- đulbešećer (z płatków róż)

## Sosy, chleby i przystawki
- ajvar
- vegeta
- somun[2] i Ramazanski somun (z nasionami Ćurokot)[3].
- pogača
- djevrek
- kifla
- lepinja
- maslenica
- uštipci
- meze

## Alkohole

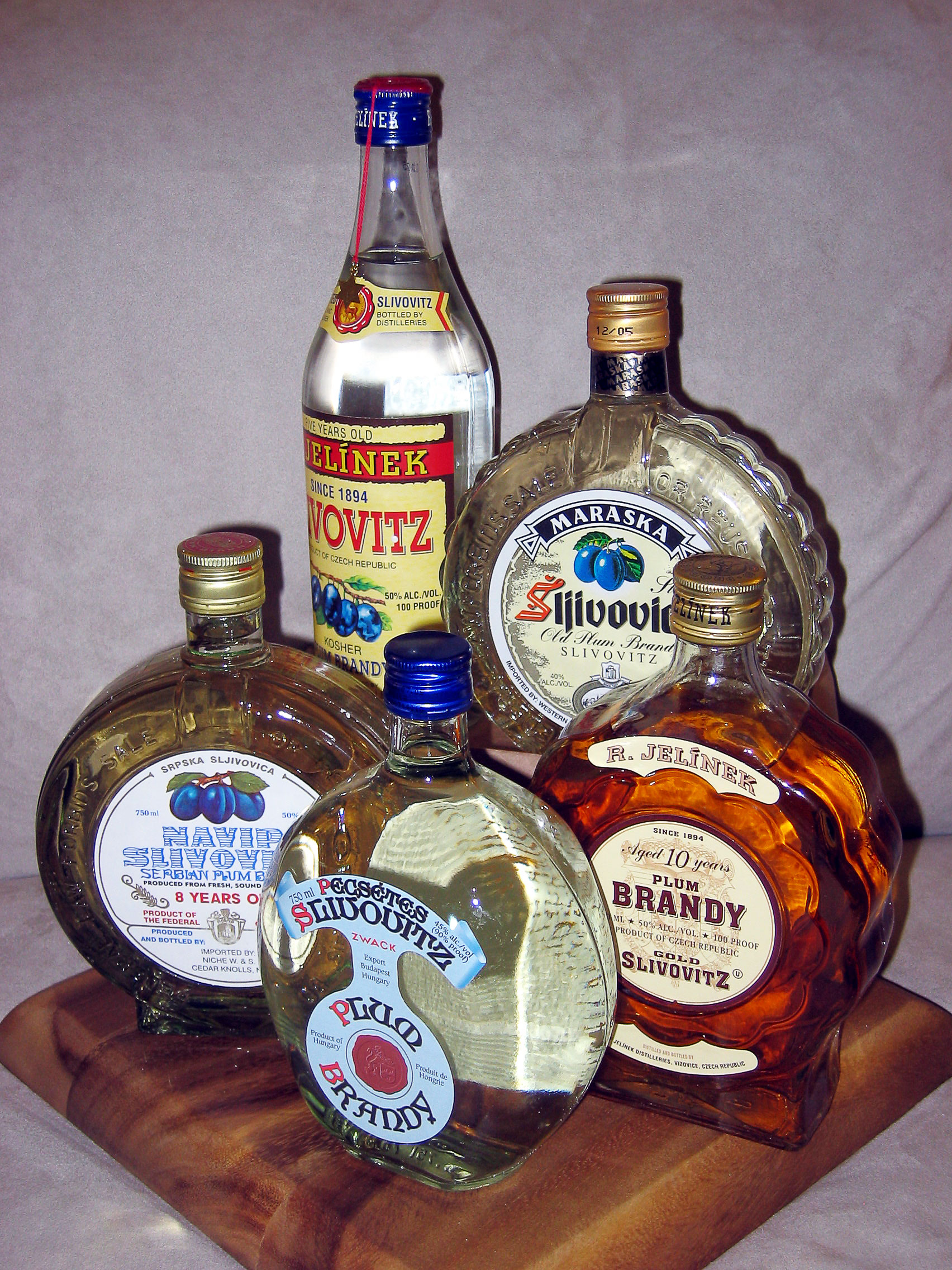
Śliwowica

Wina są produkowane głównie w Hercegowinie, w regionach Mostar, Čitluk, Ljubuški, Stolac, Domanovići i Međugorje.
- medovina
- kruškovac
- pelinkovac
- rakija
- blatina
- žilavka

Lokalne destylaty produkuje się ze śliwek, gruszek i winogron, zawierają co najmniej 45% alkoholu.
- šljivovica

## Napoje
- boza
- salep
- ajran
- kawa bośniacka
- šerbe
- sok z bzu

## Przybory kuchenne
- sač